# YKK

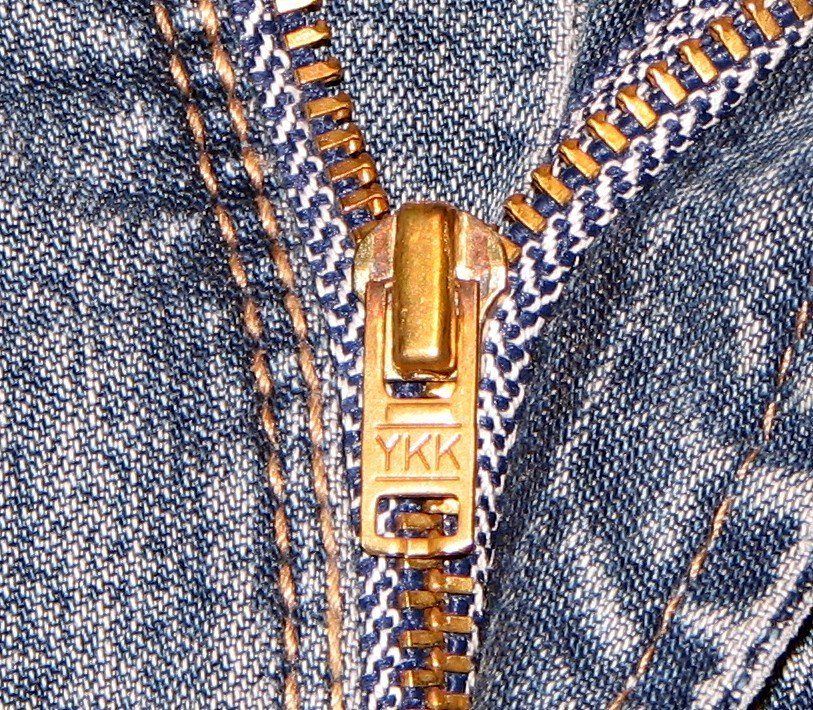
Ảnh chụp marco của một khóa kéo hiệu YKK trên một cái quần jean

Tập đoàn YKK (YKK Waikeikei Gurūpu) là một tập đoàn sản xuất đa ngành từ Nhật Bản. YKK nổi tiếng trong các lĩnh vực sản xuất dây khóa kéo, các sản phẩm khóa vặn nối, và máy móc công nghiệp. Trong đó, dây khóa kéo là lĩnh vực nổi tiếng nhất của công ty với các sản phẩm dây khóa kéo YKK đạt sản lượng trên 7 tỷ dây khóa mỗi năm và chiếm một nửa lượng dây khóa kéo trên toàn cầu
Cái tên YKK được lấy từ cụm từ tên công ty trong tiếng Nhật là Yoshida Kōgyō Kabushikigaisha (Tiếng Nhật: 吉田工業株式会社), có nghĩa là "Công ty cổ phần sản xuất Yoshida". YKK hiện có mặt tại 71 nước với trên 109 công ty thành viên.